# Bulgari, Sălaj
Bulgari este un sat în comuna Sălățig din județul Sălaj, Transilvania, România.

## Imagini

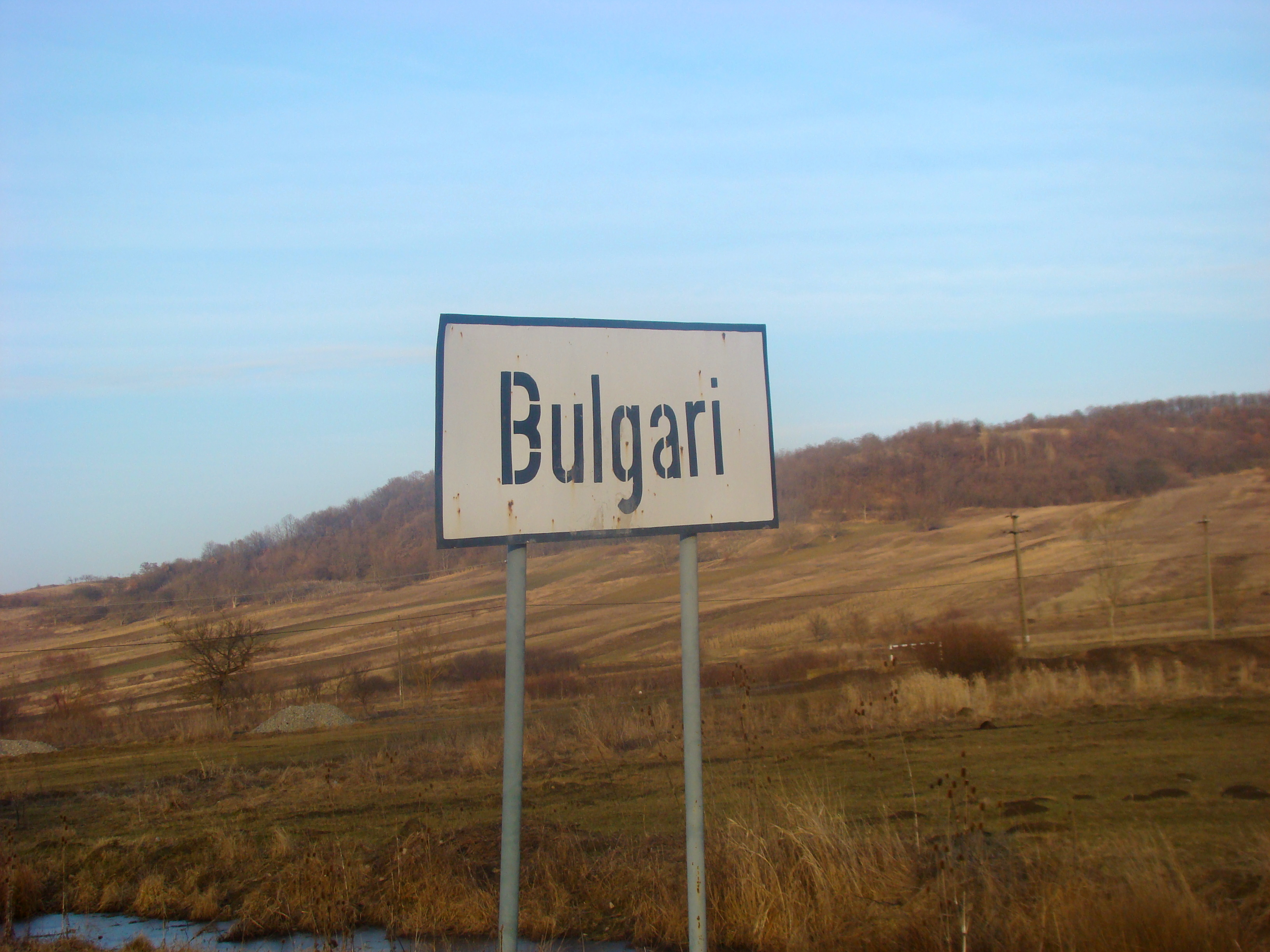
Intrarea în localitate
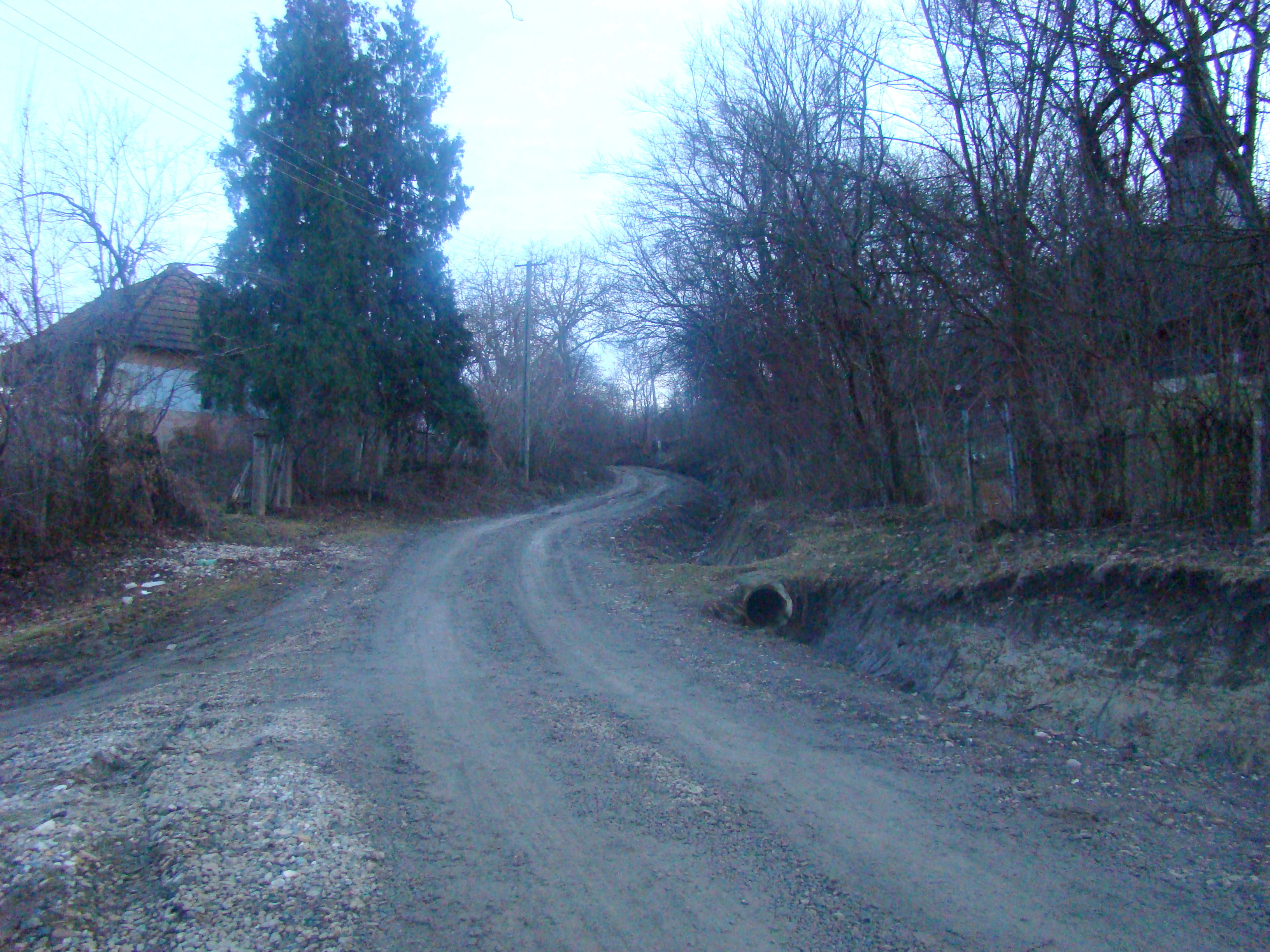
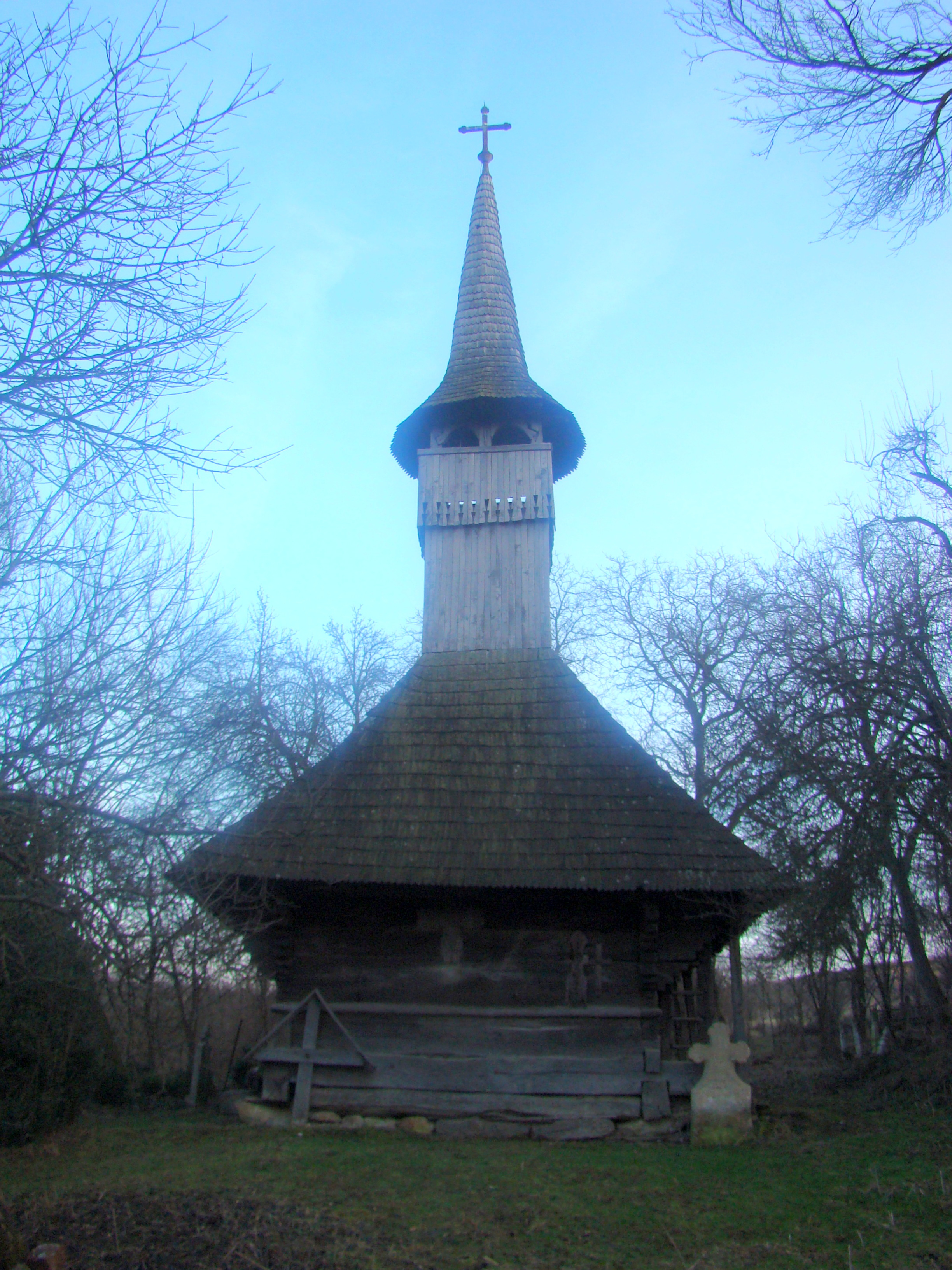
Biserica de lemn (monument istoric)
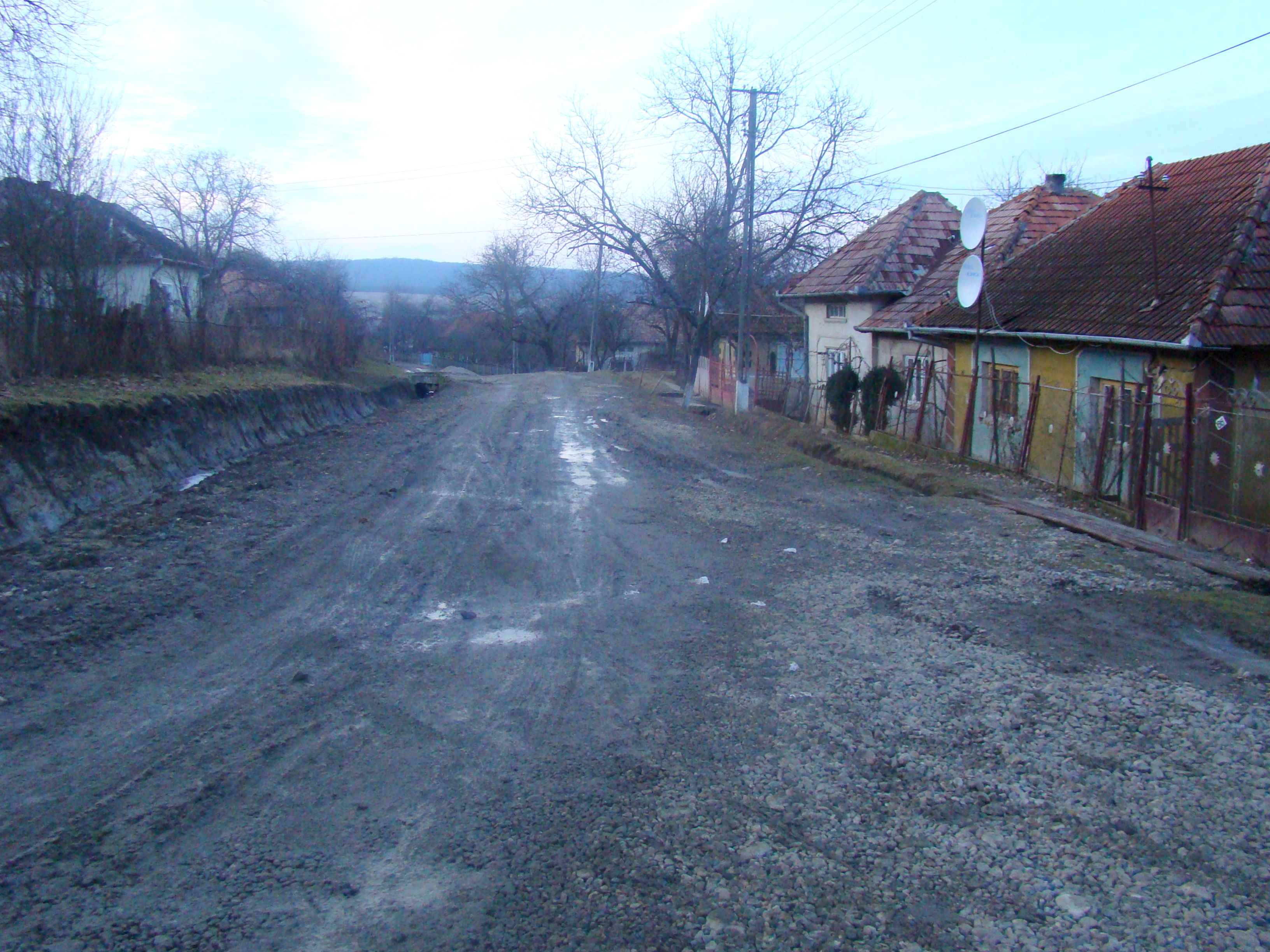
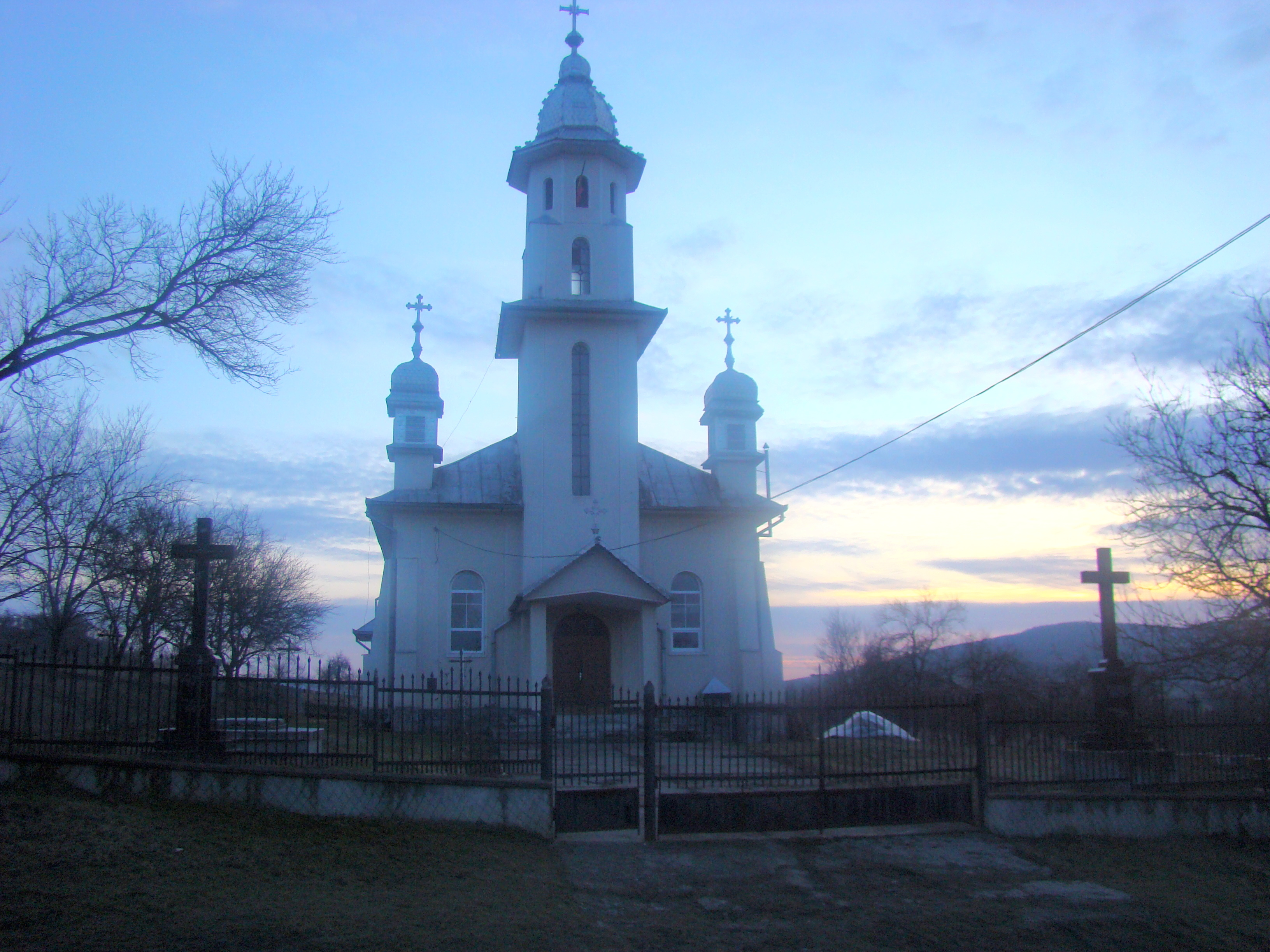
Biserica ortodoxă „Sfinții Arhangheli Mihail și Gavriil”